# Austrostipa
Genre
Classification phylogénétique
Austrostipa est un genre de plantes monocotylédones de la famille des Poaceae.
Ce genre, qui comprend environ 60 espèces, est endémique de l'Australie (c'est l'un des 47 genres de Poaceae endémiques de ce continent).
L'espèce-type est Austrostipa mollis (R.Br.) S.W.L.Jacobs & J.Everett.

## Liste des espèces et sous-espèces
Selon World Checklist of Selected Plant Families (WCSP) (8 juillet 2016) :
- Austrostipa acrociliata (Reader) S.W.L.Jacobs & J.Everett (1996)
- Austrostipa aphylla (Rodway) S.W.L.Jacobs & J.Everett (1996)
- Austrostipa aquarii (Vickery, S.W.L.Jacobs & J.Everett) S.W.L.Jacobs & J.Everett (1996)
- Austrostipa aristiglumis (F.Muell.) S.W.L.Jacobs & J.Everett (1996)
- Austrostipa bigeniculata (Hughes) S.W.L.Jacobs & J.Everett (1996)
- Austrostipa blackii (C.E.Hubb.) S.W.L.Jacobs & J.Everett (1996)
- Austrostipa blakei (Vickery, S.W.L.Jacobs & J.Everett) S.W.L.Jacobs & J.Everett (1996)
- Austrostipa breviglumis (J.M.Black) S.W.L.Jacobs & J.Everett (1996)
- Austrostipa bronwenae A.R.Williams (2011)
- Austrostipa campylachne (Nees) S.W.L.Jacobs & J.Everett (1996)
- Austrostipa centralis (Vickery, S.W.L.Jacobs & J.Everett) S.W.L.Jacobs & J.Everett (1996)
- Austrostipa compressa (R.Br.) S.W.L.Jacobs & J.Everett (1996)
- Austrostipa crinita (Gaudich.) S.W.L.Jacobs & J.Everett (1996)
- Austrostipa curticoma (Vickery) S.W.L.Jacobs & J.Everett (1996)
- Austrostipa densiflora (Hughes) S.W.L.Jacobs & J.Everett (1996)
- Austrostipa dongicola (Vickery, S.W.L.Jacobs & J.Everett) S.W.L.Jacobs & J.Everett (1996)
- Austrostipa drummondii (Steud.) S.W.L.Jacobs & J.Everett (1996)
- Austrostipa echinata (Vickery, S.W.L.Jacobs & J.Everett) S.W.L.Jacobs & J.Everett (1996)
- Austrostipa elegantissima (Labill.) S.W.L.Jacobs & J.Everett (1996)
- Austrostipa eremophila (Reader) S.W.L.Jacobs & J.Everett (1996)
- Austrostipa exilis (Vickery) S.W.L.Jacobs & J.Everett (1996)
- Austrostipa feresetacea (Vickery, S.W.L.Jacobs & J.Everett) S.W.L.Jacobs & J.Everett (1996)
- Austrostipa flavescens (Labill.) S.W.L.Jacobs & J.Everett (1996)
- Austrostipa geoffreyi S.W.L.Jacobs & J.Everett (1996)
- Austrostipa gibbosa (Vickery) S.W.L.Jacobs & J.Everett (1996)
- Austrostipa hemipogon (Benth.) S.W.L.Jacobs & J.Everett (1996)
- Austrostipa jacobsiana A.R.Williams (2011)
- Austrostipa juncifolia (Hughes) S.W.L.Jacobs & J.Everett (1996)
- Austrostipa lanata (Vickery, S.W.L.Jacobs & J.Everett) S.W.L.Jacobs & J.Everett (1996)
- Austrostipa macalpinei (Reader) S.W.L.Jacobs & J.Everett (1996)
- Austrostipa metatoris (J.Everett & S.W.L.Jacobs) S.W.L.Jacobs & J.Everett (1996)
- Austrostipa mollis (R.Br.) S.W.L.Jacobs & J.Everett (1996)
- Austrostipa muelleri (Tate) S.W.L.Jacobs & J.Everett (1996)
- Austrostipa multispiculis (J.M.Black) S.W.L.Jacobs & J.Everett (1996)
- Austrostipa mundula (J.M.Black) S.W.L.Jacobs & J.Everett (1996)
- Austrostipa nitida (Summerh. & C.E.Hubb.) S.W.L.Jacobs & J.Everett (1996)
- Austrostipa nivicola (J.H.Willis) S.W.L.Jacobs & J.Everett (1996)
- Austrostipa nodosa (S.T.Blake) S.W.L.Jacobs & J.Everett (1996)
- Austrostipa nullanulla (J.Everett & S.W.L.Jacobs) S.W.L.Jacobs & J.Everett (1996)
- Austrostipa nullarborensis (Vickery, S.W.L.Jacobs & J.Everett) S.W.L.Jacobs & J.Everett (1996)
- Austrostipa oligostachya (Hughes) S.W.L.Jacobs & J.Everett (1996)
- Austrostipa petraea (Vickery) S.W.L.Jacobs & J.Everett (1996)
- Austrostipa pilata (S.W.L.Jacobs & J.Everett) S.W.L.Jacobs & J.Everett (1996)
- Austrostipa platychaeta (Hughes) S.W.L.Jacobs & J.Everett (1996)
- Austrostipa plumigera (Hughes) S.W.L.Jacobs & J.Everett (1996)
- Austrostipa puberula (Steud.) S.W.L.Jacobs & J.Everett (1996)
- Austrostipa pubescens (R.Br.) S.W.L.Jacobs & J.Everett (1996)
- Austrostipa pubinodis (Trin. & Rupr.) S.W.L.Jacobs & J.Everett (1996)
- Austrostipa pycnostachya (Benth.) S.W.L.Jacobs & J.Everett (1996)
- Austrostipa ramosissima (Trin.) S.W.L.Jacobs & J.Everett (1996)
- Austrostipa rudis (Spreng.) S.W.L.Jacobs & J.Everett (1996)
  - sous-espèce Austrostipa rudis subsp. australis (J.Everett & S.W.L.Jacobs) S.W.L.Jacobs & J.Everett (1996)
  - sous-espèce Austrostipa rudis subsp. nervosa (Vickery) S.W.L.Jacobs & J.Everett (1996)
  - sous-espèce Austrostipa rudis subsp. rudis
- Austrostipa scabra (Lindl.) S.W.L.Jacobs & J.Everett (1996)
  - sous-espèce Austrostipa scabra subsp. falcata (Hughes) S.W.L.Jacobs & J.Everett (1996)
  - sous-espèce Austrostipa scabra subsp. scabra
- Austrostipa semibarbata (R.Br.) S.W.L.Jacobs & J.Everett (1996)
- Austrostipa setacea (R.Br.) S.W.L.Jacobs & J.Everett (1996)
- Austrostipa stipoides (Hook.f.) S.W.L.Jacobs & J.Everett (1996)
- Austrostipa stuposa (Hughes) S.W.L.Jacobs & J.Everett (1996)
- Austrostipa tenuifolia (Steud.) S.W.L.Jacobs & J.Everett (1996)
- Austrostipa trichophylla (Benth.) S.W.L.Jacobs & J.Everett (1996)
- Austrostipa tuckeri (F.Muell.) S.W.L.Jacobs & J.Everett (1996)
- Austrostipa variabilis (Hughes) S.W.L.Jacobs & J.Everett (1996)
- Austrostipa velutina (Vickery, S.W.L.Jacobs & J.Everett) S.W.L.Jacobs & J.Everett (1996)
- Austrostipa verticillata (Nees ex Spreng.) S.W.L.Jacobs & J.Everett (1996)
- Austrostipa vickeryana (J.Everett & S.W.L.Jacobs) S.W.L.Jacobs & J.Everett (1996)
- Austrostipa wakoolica (Vickery, S.W.L.Jacobs & J.Everett) S.W.L.Jacobs & J.Everett (1996)